# Chandarli Halil Pascha
Chandarli Halil Pascha, död 10 juli 1453, känd som "den yngre", var en mycket inflytelserik storvesir under sultan Murad II och under de första åren av Mehmed II:s regeringstid från 1439 till 1 juni 1453. Han var den mest kända personen ur Çhandarli-dynastin, en inflytelserik politisk familj i Osmanska riket. Hans farfar och namne, Çhandarli Kara Halil Hayreddin Pascha den äldre, hade också tidigare tjänstgjort som storvesir under Murad I.

## Biografi
Halil Pascha var den fjärde och mest kända personen som tillhör Çhandarli-dynastin som höll titeln storvesir i Osmanska riket. Hans far, Çhandarli Ibrahim Pascha den äldre, hans farbror, Çhandarli Ali Pascha, och hans farfar, Çhandarli Halil pascha den äldre, hade också tidigare innehaft positionen. Chandarli Ibrahim Pascha den yngre, son till Halil Pascha, skulle också bli storvesir i framtiden. Två gånger under sin regeringstid drog sig sultan Murad II, som var mer intresserad av religion och konst än politik, tillbaka till staden Manisa. Under Murad II:s pensionering hade Halil Pascha effektiv kontroll över Osmanska riket i huvudstaden Edirne. Mehmed II var nominell sultan när han fortfarande var ett barn. När allierade europeiska arméer hotade Osmanska rikets territorier kallade Halil Pascha tillbaka Murad II vid två tillfällen. Vid dessa tillfällen avsatte han den tonårige Mehmed II för att ersätta honom med hans mer kapabla far. Dessa händelser ledde till en varaktig bitterhet från Mehmed II mot Halil Pascha. Chandarli-dynastins inflytande i imperiet varade i flera århundraden och de blev extremt rika, möjligen mer än den regerande osmanska dynastin i sig. Detta ökade spänningarna mellan Mehmed II och Halil Pascha. 
När Mehmed II blev sultan skickade den bysantinske kejsaren Konstantin XI Palaiologos en budbärare till osmanerna. Budbäraren bad antingen om en ökning av Mehmed II:s kusin prins Orhans årliga pension eller hans frigivelse. Orhan var en avlägsen medlem av den osmanska dynastin och kunde själv hävda sig som tronpretendent och potentiellt starta ett inbördeskrig. Denna strategi av störning hade använts av Bysantinska riket flera gånger tidigare. Halil Pascha blev mycket arg över meddelandet och svarade budbärarna: 
"Ni dumma greker, jag har känt till era listiga sätt tillräckligt länge. Den förra sultanen var en mild och samvetsgrann vän till er. Den nuvarande sultanen Mehmed tänker inte på samma sätt. Om Konstantinopel undkommer hans djärva och häftiga grepp, kommer det endast att vara för att Gud fortsätter att bortse från era lömska och onda planer. Ni är dårar som tror att ni kan skrämma oss med era fantasier när bläcket på vårt nyligen undertecknade fredsavtal knappt har hunnit torka. Vi är inte barn utan styrka och förstånd. Om ni tror att ni kan starta något, så gör det. Om ni vill utropa Orhan till sultan i Thrakien, så gör det. Om ni vill ta ungrarna över Donau, låt dem komma. Om ni vill återta platser som ni förlorat sedan länge, försök det.
Men det ni ska veta är att ni inte kommer att göra några framsteg i något av dessa saker. Allt ni kommer att göra är att förlora det lilla ni har."
Efter erövringen av Konstantinopel 1453, fängslade sultan Mehmed II genast Chandarli Pascha. Staden hade tagits den 29 maj 1453 och Halil fängslades den 1 juni 1453. Hans avrättning följde den 10 juli 1453.
Mehmed II avslutade därmed Chandarli-eran i Osmanska riket, och senare medlemmar av familjen blev inte mer än provinsiella notabiliteter baserade i İznik, även om de skulle ge en annan, kortvarig storvesir till Osmanska riket i slutet av 1400-talet (Halils son Chandarli Ibrahim Pascha den yngre).
Chandarli Halil Pascha var den första storvesiren i Osmanska riket som avrättades av sultanen.